# 전국인라인스케이팅연합회
전국인라인스케이팅연합회(全國인라인스케이팅聯合會)는 대한민국의 아마추어 인라인스피드스케이팅을 관할했던 스포츠 행정 기구이다. 2016년 2월 24일에 대한민국댄스스포츠연맹에 통합되었다.

## 참고 문헌
- 《2015 체육백서》. 대한민국 문화체육관광부. 2018.

## 같이 보기
- 대한롤러스포츠연맹
- 국민생활체육회